# Domachowski
Domachowski, Domachowska – polskie nazwisko, w Polsce nosi je ponad 1300 osób.
Osoby noszące to nazwisko:
- Józef Domachowski (ur. 13 września 1876 w Wielkim Stwolnie, zm. 12 marca 1940 w Sztutowie) – polski duchowny katolicki.
- Marta Domachowska (ur. 16 stycznia 1986 w Warszawie) – polska tenisistka.